# 1984
Cette page concerne l'année 1984 (MCMLXXXIV en chiffres romains) du calendrier grégorien.   Pour les autres significations, voir 1984 (homonymie).
L'année 1984 est une année bissextile qui commence un dimanche.

## En bref
- 6 juin Inde : Opération Blue Star : assaut sur le Temple d’Or d’Amritsar par l'armée Indienne qui veut déloger des Sikhs séparatistes
- 2-3 décembre Inde : catastrophe de Bhopal. Un gaz extrêmement toxique, l’isocyanate de méthyle, s’échappe d’une usine de pesticides Union Carbide. Cette catastrophe est la catastrophe industrielle la plus grave jamais connue.

## Relations internationales
- 8 mai : l’URSS annonce son intention de boycotter les jeux olympiques de Los Angeles, suivie par quatorze nations du bloc de l’Est[1].
- 7 - 9 juin : sommet du G7 à Londres. Il encourage « les parties à rechercher un règlement pacifique et honorable » dans le conflit Iran-Irak[2].
- 6-14 août : conférence des Nations unies sur la démographie, à Mexico[3].
- 28-29 septembre : le dialogue de San José, au Costa Rica, jette les bases de nouvelles relations politiques et économiques entre la Communauté économique européenne, cinq pays d’Amérique centrale et le groupe de Contadora[4].
- 15 octobre : l’évêque sud africain Desmond Tutu devient Prix Nobel de la paix[5].
- 10 décembre : l’Assemblée générale des Nations unies adopte la convention contre la torture et autres peines ou traitements cruels, inhumains ou dégradants, qui entre en vigueur le 26 juin 1987[6].
- 21-29 décembre : reprise du dialogue entre la Chine et l’URSS après quinze ans de rupture[1].

## Événements

### Afrique

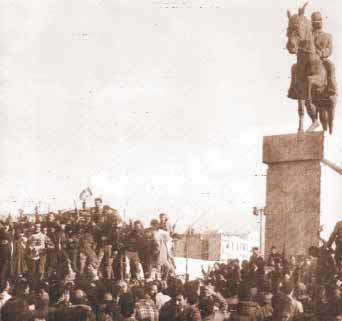
« Émeutes du pain » à Tunis.

- 6 janvier : le Président Bourguiba doit annuler les hausses de prix pour mettre fin aux « émeutes du pain » en Tunisie[7].
- 12 janvier : Chadli Bendjedid, seul candidat, est réélu président de l’Algérie avec 99,42 % des voix[8].
- 14 janvier : seul candidat, Paul Biya est élu président de la république du Cameroun[9].
- 18 janvier-2 février : la tempête tropicale Domoina ravage Madagascar[10], le Mozambique, le Swaziland et l’Afrique du Sud[11].
- 25 janvier, conflit tchado-libyen : un chasseur français de l’opération Manta est abattu par un tir de missile libyen dans la région de Torodum au Tchad[12].

- 16 février : accord de Lusaka entre l’Afrique du Sud et l’Angola ; retrait échelonné des forces sud-africaines de l’Angola[13]. Les négociations ouvertes entre la SWAPO (Organisation du peuple d’Afrique du Sud-Ouest) et l’Afrique du Sud en Namibie aboutissent au retrait de cette dernière en 1989[14].

- 16 mars : le Mozambique, affaibli par l’opposition armée du MNR (Mouvement National de Résistance) et par une grave crise de subsistance due à la sécheresse, signe à Komatipoort un accord de non-agression et de bon voisinage avec l’Afrique du Sud[15].
- 29 mars : mort du président guinéen Ahmed Sékou Touré[5].

- 3 avril : un « Comité militaire de redressement national » prend le pouvoir en Guinée et nomme le colonel Lansana Conté président. Celui-ci annonce l’instauration d’un régime démocratique[16].
- 6 avril : coup d’État militaire manqué au Cameroun[17].
- 29 avril-29 septembre : le président du Soudan Gaafar Nimeiry déclare l’état d’urgence. L’instauration de la charia (loi islamique) a entraîné la reprise de la guerre civile entre le Nord et le Sud dès 1983[18].

- 16 mai : constitution de la Guinée-Bissau[19].

- 9 juin : nouveau code de la famille inspiré de la charia en Algérie[20].

- 4 août : la Haute-Volta devient le Burkina Faso (« le pays des hommes intègres »)[21] sous la houlette du CNR (Conseil national de la Révolution) dirigé par Thomas Sankara qui sera assassiné 3 ans plus tard (15 octobre 1987) à la suite d’un coup d’État orchestré par Blaise Compaoré Président du Burkina Faso jusqu’en 2014.
- 13 août : accords d’Oujda entre le Maroc et la Libye établissant une « Union arabo-africaine ». Tripoli cesse de soutenir le Front Polisario dans le conflit sahraoui[22].
- 22-28 août : élections générales sud-africaines. Le Parlement tricaméral offre une représentation aux électeurs coloured et indiens qui boycottent largement ces élections[23].
- 2-3 septembre : la nouvelle Constitution sud-africaine, qui n’accorde aucun droit politique à la majorité noire entre en vigueur. Début de troubles violents dans les townships[23].
- 5 septembre : Pieter Willem Botha est élu président de la république sud-africaine[23].
- 14 septembre-2 octobre : élections législatives marocaines[24].
- 30 septembre : Ahmed Abdallah est réélu président de la république fédérale islamique des Comores[25].
- 17 septembre : accord franco-libyen concernant le retrait conjoint des troupes libyennes et française du Tchad, effectif en novembre ; fin de l’opération Manta[26].

- 3 octobre : le Parti des travailleurs d’Éthiopie décrète la mobilisation générale contre la sécheresse. Le 23 octobre, la BBC diffuse un reportage sur la famine en Éthiopie, repris par 425 télévisions dans le monde. Le 26 octobre, Mengistu prend la tête d’une commission nationale pour les secours et la reconstruction. Les dons occidentaux arrivent à Addis-Abeba dès la fin du mois[27].

- 12 novembre :
  - le Maroc se retire de l’Organisation de l’unité africaine (OUA) au moment de l’admission de la République arabe sahraouie démocratique[5].
  - le secrétaire général de l’ONU, Javier Pérez de Cuellar appelle à la mobilisation contre la famine en Afrique ; en l’Éthiopie, au Sahel (Tchad, Mali, Burkina Faso, Soudan) et au Mozambique[5].
- 15 novembre : rencontre entre le président François Mitterrand et le colonel Kadhafi en Crète[28].

### Amérique
- 10 janvier : rapport de la commission Kissinger (commission nationale bipartisane sur l’Amérique centrale) convoquée en juillet 1983 pour étudier les menaces qui pèsent sur les intérêts nord-américains dans la région[29]. Elle conclut que l’origine de la crise est à chercher dans la pauvreté, l’injustice et des régimes politiques peu enclins aux réformes. Mais l’administration Reagan retient l’idée que les causes de la déstabilisation des démocraties sont l’exploitation d’une situation volatile faite par des forces hostiles aux valeurs occidentales et recevant l’appui soviétique[30].
- 12-13 janvier : conférence économique latino-américaine de Quito. Les Latino-américains affirment que la dette est un problème politique, et non seulement économique, dont la responsabilité incombe aussi bien aux débiteurs qu’aux créanciers. Un programme d’action est mis au point le 19 mai. Après la Conférence de Carthagène et le consensus du 22 juin, la communauté internationale prend conscience de la dimension sociale et politique du problème de la dette[31].

- 2 février : Jaime Lusinchi, démocrate-chrétien devient président du Venezuela[32].

- 25 mars - 6 mai : élection présidentielle au Salvador. Grâce à une aide financière des États-Unis, le démocrate-chrétien Duarte l’emporte au deuxième tour (6 mai) sur le dirigeant d’extrême droite de l’ARENA, le major Roberto D’Aubuisson. L’aide militaire américaine augmente, aggravant la guerre civile[30].

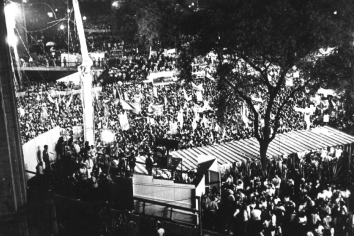
16 avril : manifestation à São Paulo pour des élections directes.

- 10 et 16 avril, Brésil : manifestation à Rio de Janeiro et à São Paulo pour des élections directes (Diretas Já !)[33].

- 3 septembre : une explosion à la gare centrale de Montréal provoque 3 morts et 59 blessés[34].
- 4 septembre : assassinat du prêtre français André Jarlan à Santiago du Chili par la police lors d’une manifestation contre Augusto Pinochet[35].
- 25 septembre, Argentine : le Conseil supérieur des forces armées se déclare incompétent pour juger des actes de répression commis entre 1976 et 1983 (« Guerre sale »)[30].

- 8 octobre, Salvador : le président Duarte propose des négociations directes avec le FMLN. Un dialogue s’ouvre à La Palma (es) mais n’aboutit pas[30].
- 11 octobre : début du mandat de Nicolás Ardito Barletta, élu le 6 mai président du Panama. Le chef de la Garde nationale Manuel Noriega détient la réalité du pouvoir (1984-1989)[36].

- 4 novembre : le candidat du FSLN Daniel Ortega remporte les élections au Nicaragua, boycottées par une partie de l’opposition[37].
- 6 novembre :
  - Chili : Augusto Pinochet rétablit l’état de siège levé depuis 1978 et continue à réprimer durement les protestas, qui baissent progressivement d’intensité[30].
  - réélection triomphale de Ronald Reagan (Républicain) comme président des États-Unis[38].
- 19 novembre : une série d'explosions à San Juan Ixhuatepec, au Mexique, fait des centaines de morts.
- 25 novembre : démocratie en Uruguay après 16 ans de dictature. Julio María Sanguinetti est élu président de l’Uruguay (début de mandat le 1er mars 1985)[39].
- 29 novembre : un traité de paix et d’amitié est signé entre l’Argentine et le Chili au Vatican[40]. Fin du conflit du Beagle.

- 27 décembre, Argentine : le Tribunal suprême, la plus haute instance en matière de justice, reconnaît à sa place la compétence du Tribunal fédéral pour juger les dirigeants des juntes[30].
- 31 décembre, retrait des États-Unis de l'U.N.E.S.C.O.

### Asie et Océanie
- 1er janvier : indépendance du sultanat de Brunei vis-à-vis du Royaume-Uni. Il adhère à l’ASEAN le 7 janvier[41].

- 18 mars, Japon : enlèvement de Katsuhisa Ezaki, le président de Glico ; début de l’affaire Glico-Morinaga[42].

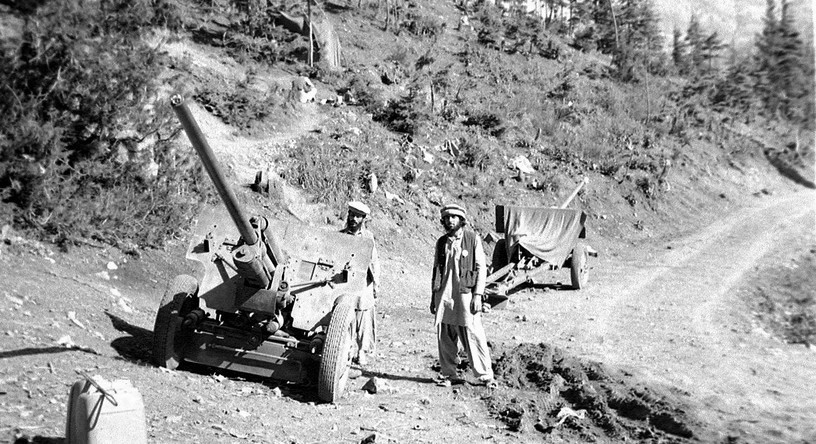
Guerre d'Afghanistan : moudjahiddins avec deux canons antichar ZiS-2 pris aux Soviétiques à Jaji (province de Paktia) en août 1984.

- 20 avril : en Afghanistan, les troupes soviétiques lancent une septième offensive contre les « moudjahiddins » dans le Pandjchir[43].

- 3 juin, Inde : Indira Gandhi ordonne l’attaque du Temple d’Or d’Amritsar, sanctuaire des Sikhs. L’assaut final est donné le 6 juin avec l’appui des chars. La communauté sikh (14 millions au Pendjab) est très heurtée par la profanation du sanctuaire[44].

- 23 août : le président de Mongolie Yumjagiyn Tsedenbal, alors en visite à Moscou, doit démissionner pour cause d’autoritarisme. Son successeur Jambyn Batmonkh, élu le 12 décembre, le rend responsable de la « stagnation » du pays[45].
- 6 septembre : à Londres, Laldenga, le chef de l’insurrection mizo dans le Nord-Est de l’Inde accepte de déposer les armes. Il rentre en Inde le 29 octobre, et le 15 février 1985 négocie un accord de paix avec Rajiv Gandhi, signé le 25 juin 1986. Le territoire est promu État du Mizoram et Laldenga en devient le chief minister[46].
- 14 septembre : séisme à Otaki au Japon[47].
- 14 octobre, Inde : Jose Kaimlett fonde les Hérauts de la Bonne Nouvelle.
- 31 octobre, Inde : Indira Gandhi est assassinée par ses gardes du corps sikhs. Son fils Rajiv lui succède comme Premier ministre de l’Inde. Il tente de lancer le pays dans la voie de la modernisation industrielle. La nouvelle de l’assassinat d’Indira provoque des pogroms qui se soldent par la mort de 4 000 Sikhs[44].
- 23 novembre : offensive de la saison sèche au Cambodge. Les Vietnamiens attaquent le camp de réfugiés de Nong Chan du FLNPK. Les principales bases de la coalition des trois mouvements de résistance (FLNPK, Khmers rouges, ANS) sont détruites par les Vietnamiens avec la prise du quartier général de l’armée nationaliste Sihanoukienne (ANS) de Tatum le 11 mars 1985[48].

- 1er décembre : victoire travailliste aux élections fédérales australiennes[49].
- 2-3 décembre : durant la nuit, l’explosion d’une cuve de 40 t de méthylisocyanate de l’usine de pesticides Union Carbide à Bhopal, (Inde)[50], cause plus de 20 000 morts et plus de 200 000 handicapés. (voir catastrophe de Bhopal).
- 19 décembre : signature de la déclaration commune sino-britannique sur la question de Hong Kong. Elle prévoit le retour de Hong Kong à la Chine le 30 juin 1997, après l’expiration de bail de 1898, le système capitaliste devant y perdurer jusqu’en 2047[51] (déclaration publiée à Londres et à Pékin le 26 septembre).
- 24-28 décembre : élections législatives indiennes[52] avec un taux de participation record (63 %). Le Parti du Congrès les remporte avec 49,2 % des voix, son meilleur score[44].

### Proche-Orient

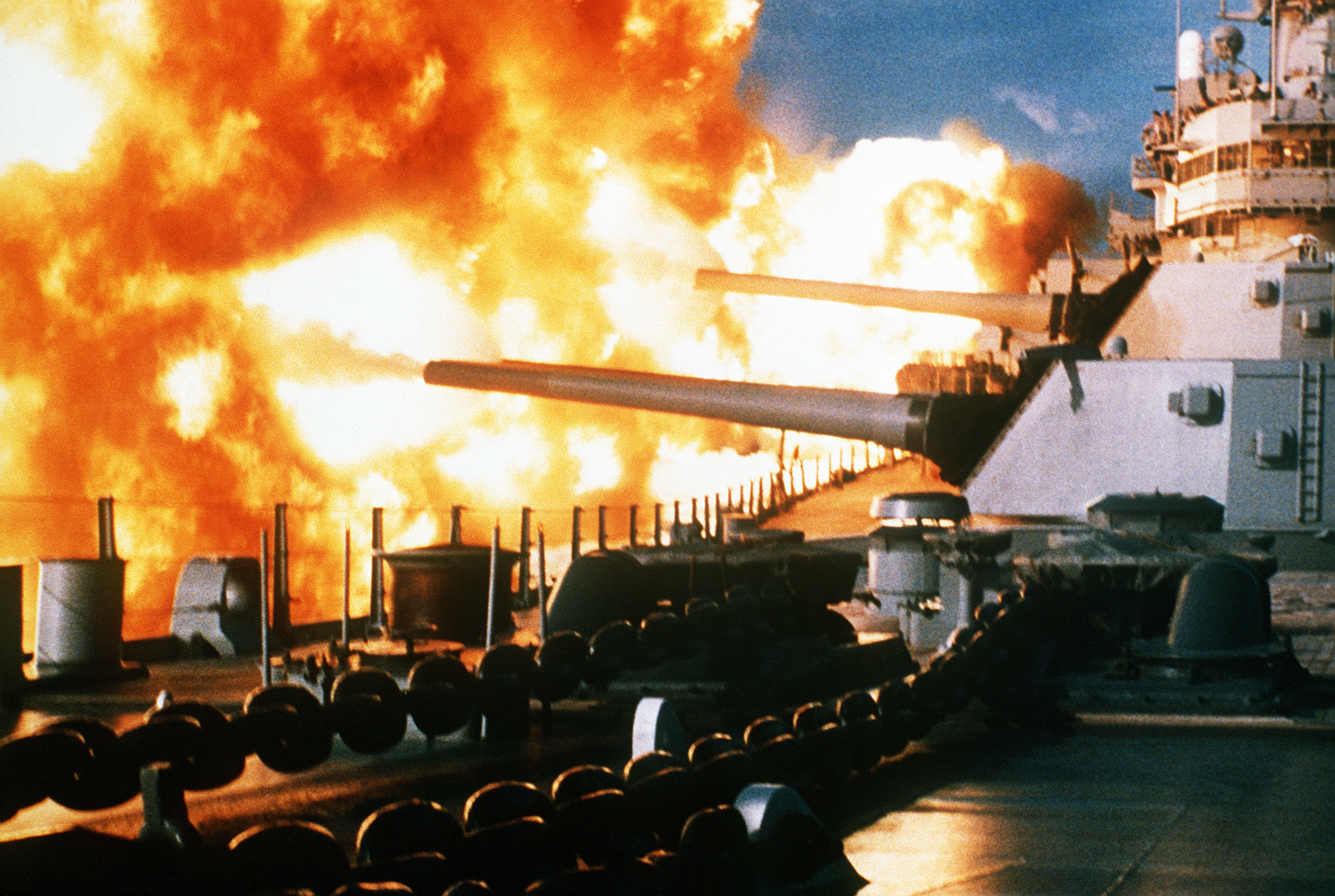
Le cuirassé américain qui mouille au large de Beyrouth, ouvre le feu sur les positions de la milice chiite et de la milice druze.

- 16 - 19 janvier : quatrième sommet de l’Organisation de la coopération islamique à Casablanca (41 présents sur 44). Il réintègre l’Égypte[53].

- 2 février, guerre du Liban : début de la « bataille de Beyrouth »[54]. Après le bombardement de la banlieue sud par les soldats de l’armée libanaise, le 6 février, la sixième brigade (chiite) fait sécession pour rejoindre le mouvement Amal. Du 6 au 15 février, la milice chiite Amal et le PSP (druzes) prennent le contrôle de Beyrouth-Ouest, éliminant les dernières milices sunnites[55].
- 8 février-31 mars : les contingents britannique (8 février), italien (19 février), américain (25 février), et français (31 mars) de la Force multinationale évacuent du Liban, laissant libre l’action guerrière des milices dans Beyrouth[54].
- 22-12 mars : première bataille des marais pendant la guerre Iran-Irak[56]. Trois attaques iraniennes permettent de conquérir une partie de la région des marais, près du Chatt-el-Arab (offensives « Farj V », « Farj VI » et « Khaibar »)[57].

- 5 mars : Amine Gemayel dénonce l’accord israélo-libanais du 17 mai 1983 et rompt les relations avec Israël[58].
- 12-21 mars : deuxième session de la conférence de réconciliation nationale libanaise à Lausanne[59].
- 16 mars : William Buckley, chef de la CIA à Beyrouth, est enlevé par le Jihad islamique. Peu après, ses informateurs sont assassinés[58].

- 30 avril : Rachid Karamé forme un gouvernement d’union nationale au Liban[59].

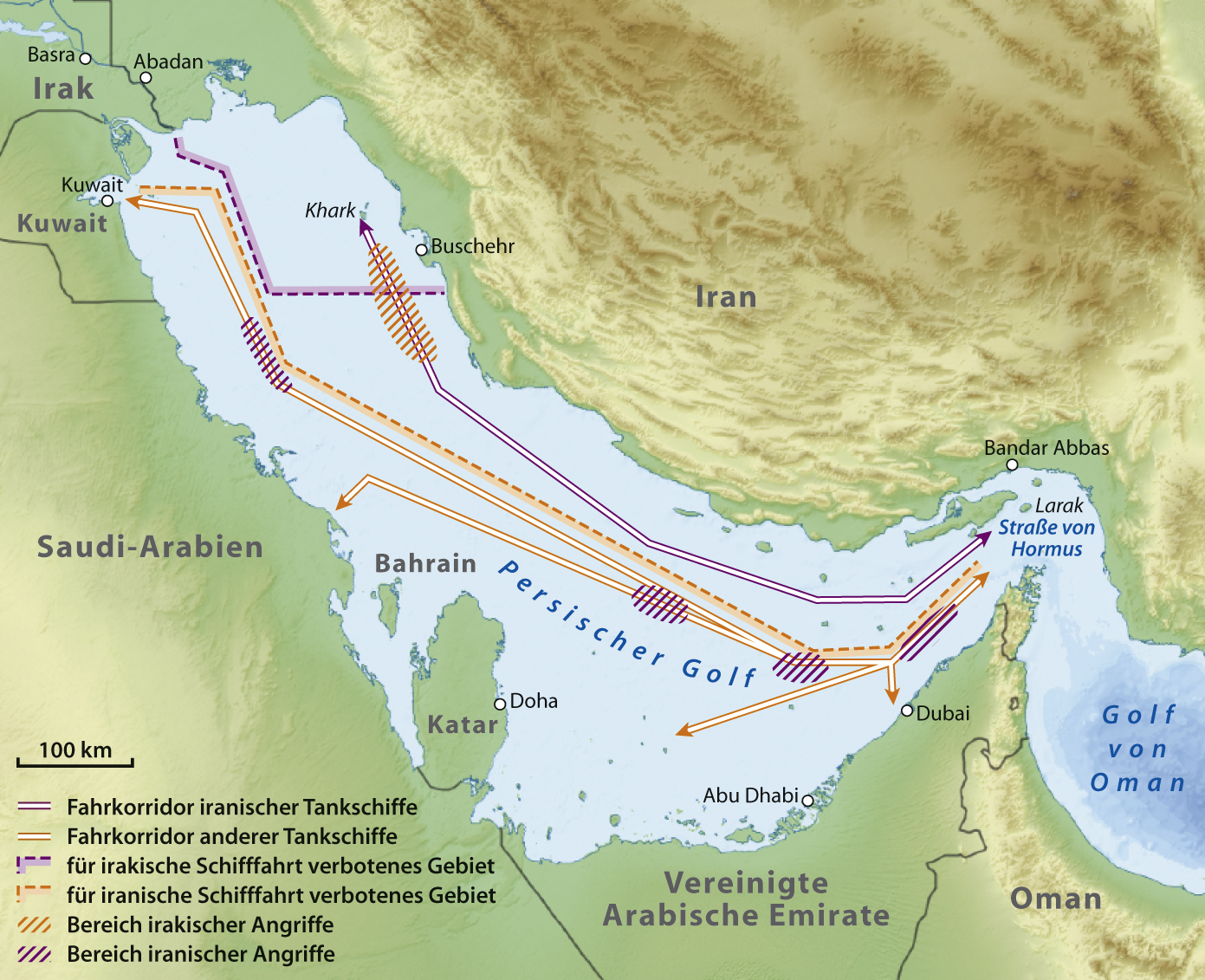
Début de la « guerre des pétroliers ».

- 13 mai : en réponse à une attaque irakienne sur le terminal pétrolier de Kharg, l’aviation iranienne attaque un pétrolier koweïtien près de Bahreïn, puis un pétrolier saoudien cinq jours plus tard. Début de la « guerre des pétroliers » dans la guerre Iran-Irak[60].
- 27 mai : victoire du Parti national démocratique du président Hosni Moubarak aux élections législatives en Égypte avec 72,9 % des voix et 390 députés sur 458 ; le parti Néo-Wafd, qui a repris ses activités en août 1983[61] et a conclu en mars une alliance avec les néo-Frères musulmans, obtient 15,1 % des voix et 58 sièges, dont 8 pour les néo-Frères musulmans[62],[63].

- 23 juillet : ni le Likoud ni le Parti travailliste n’obtiennent de majorité aux élections législatives en Israël. Incapable de former des gouvernements de coalition viables avec les petits partis, ils forment un gouvernement d’union nationale présidé tour à tour par Shimon Peres (1984-1986) et Yitzhak Shamir (1986-1992)[64].

- 20 septembre : un camion-suicide explose devant une annexe de l’ambassade des États-Unis à Beyrouth, provoquant 25 morts dont deux Américains[64].

- 22 - 29 novembre : XVIIe Conseil national palestinien à Amman. Il refuse la proposition du roi Hussein pour un accord de paix basé sur la résolution 242, mais le principe d’une action coordonnée des Palestiniens avec la Jordanie est réaffirmé[65].
- 29 décembre : assassinat de Fahd Kawasmed, l'ancien maire d' Hébron, à Amman en Jordanie. L'attentat est revendiqué par Septembre Noir.

### Europe
- 10 janvier : élections législatives danoises[66].
- 17 janvier : ouverture de la conférence sur le désarmement en Europe (CDE) à Stockholm (fin le 18 septembre 1986 réunissant les 35 pays signataires du CSCE d’Helsinki[67].

- 13 février, Union soviétique : après la mort de Iouri Andropov le 9 février, le Politburo choisit Konstantin Tchernenko, âgé de 72 ans, comme secrétaire général du parti communiste (fin en mars 1985)[1]. Son bref passage aux affaires n’est guère prétexte aux innovations. Il courtise d’abord le chef d’État-major Nikolaï Ogarkov, qui plaide pour un renforcement des moyens consacrés à la défense, afin de contrer son rival Mikhaïl Gorbatchev, favorable à la recherche-développement et à l’investissement, puis il joue la carte de la consommation.
- 14 février : le Parlement européen adopte un projet de traité instituant l’Union européenne, dit Projet Spinelli[68].

- 4 mars : élections législatives soviétiques[69].

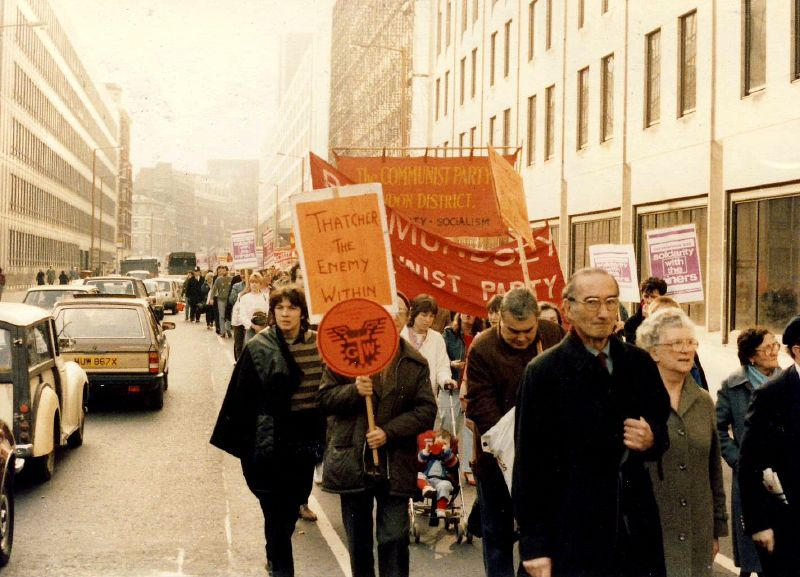
Grève des mineurs britanniques.

- 6 mars : début de la grève des mineurs au Royaume-Uni (fin en mars 1985)[70].
- 13 mars : le traité modifiant les traités instituant les Communautés européennes en ce qui concerne le Groenland est signé à Bruxelles[71].
- 15 mars : restructuration de l’enseignement en Espagne. La loi organique du droit à l’enseignement (LODE) est approuvée par le Congrès des députés. Elle suscite de nombreuses controverses et n’entre en vigueur que le 3 juillet 1986 après son approbation par le Tribunal constitutionnel[72].
- 25 mars : Consécration du monde (et de la Russie) au Cœur Immaculé de Marie par Jean-Paul II au Vatican, devant la statue de Notre-Dame de Fátima, amenée spécialement du sanctuaire de Fatima, à la demande du pape[73],[74],[75].

- 17 avril : alors qu’elle surveillait une manifestation contre le régime de Kadhafi devant l’ambassade de la Libye à Londres, une policière britannique est tuée par un tir venu du bâtiment diplomatique ; le Royaume-Uni rompt ses relations avec la Libye le 23 avril[76].
- 3 mai : un groupe de Loup-Gris avec l'aide des services secrets turcs[77],[78],[79] procède à des attentats à la bombe contre le mémorial du génocide arménien à Alfortville, il y a 13 blessés dont 2 graves, ce sont les attentats d'Alfortville[79].

- 10 juin, Portugal : arrestation d’Otelo Saraiva de Carvalho avec une cinquantaine de militants d’extrême gauche pour leur participation supposée à une organisation terroriste (FP25, forces de 25 avril)[80].
- 14 - 17 juin : deuxièmes élections dans la Communauté économique européenne[81].

- 25-26 juin : réunion du Conseil européen à Fontainebleau ; un accord est conclu entre le Royaume-Uni et la CEE. Le Royaume-Uni obtient des rabais définitifs pour ses versements, et on s’entend sur l’inévitable freinage des dépenses agricoles (limite imposée aux futurs prix garantis, taxes portant sur la production)[82].
- 26 juin, Royaume-Uni : Rates Act donnant au gouvernement la possibilité de plafonner les impôts locaux des municipalités les plus dépensières[83].

- 1er juillet : au Liechtenstein, un référendum accorde aux femmes le droit de vote pour les élections nationales[84]

- 19 juillet : Jacques Delors est nommé président de la Commission européenne[28].
- 21 juillet : amnistie politique en république populaire de Pologne[85].
- 26 juillet, Royaume-Uni : Trade Union Act astreignant les dirigeants des syndicats à solliciter le vote de leurs adhérents pour le renouvellement de leur mandat tous les cinq ans et pour verser une contribution à un parti politique[86].

- 25 août : naufrage au large d’Ostende du cargo "Mont-Louis" transportant de l’uranium, après une collision avec un ferry[87]

- 6 septembre, Union soviétique : chef d’état major général des forces armées Nikolaï Ogarkov, jugé trop remuant, est écarté par Konstantin Tchernenko. Au même moment, le besoin d’une nouvelle politique étrangère fondée sur un rapprochement avec l’Ouest se fait sentir. Mikhaïl Gorbatchev semble l’incarner depuis l’été. Le 10 décembre, il développe au cours d’une conférence les trois concepts clés de ses projets d’action : perestroïka, glasnost, uskorenie (reconstruction, transparence, accélération)[88].
- 22 septembre : poignée de main de François Mitterrand et Helmut Kohl à Douaumont[28].

- 12 octobre : attentat de l’IRA au Grand Hôtel de Brighton, visant Margaret Thatcher[89].
- 19 octobre, Pologne : affaire du père Jerzy Popieluszko, aumônier des aciéries de Varsovie, enlevé, torturé et assassiné par la police politique polonaise[88]. Le régime Jaruzelski, compromis, perd peu à peu la maîtrise de la situation et tente d’introduire des réformes économiques.
- 27 octobre : « Déclaration de Rome ». les États membres de l’UEO peuvent examiner les incidences pour l’Europe des situations de crise dans d’autres régions du monde[90].

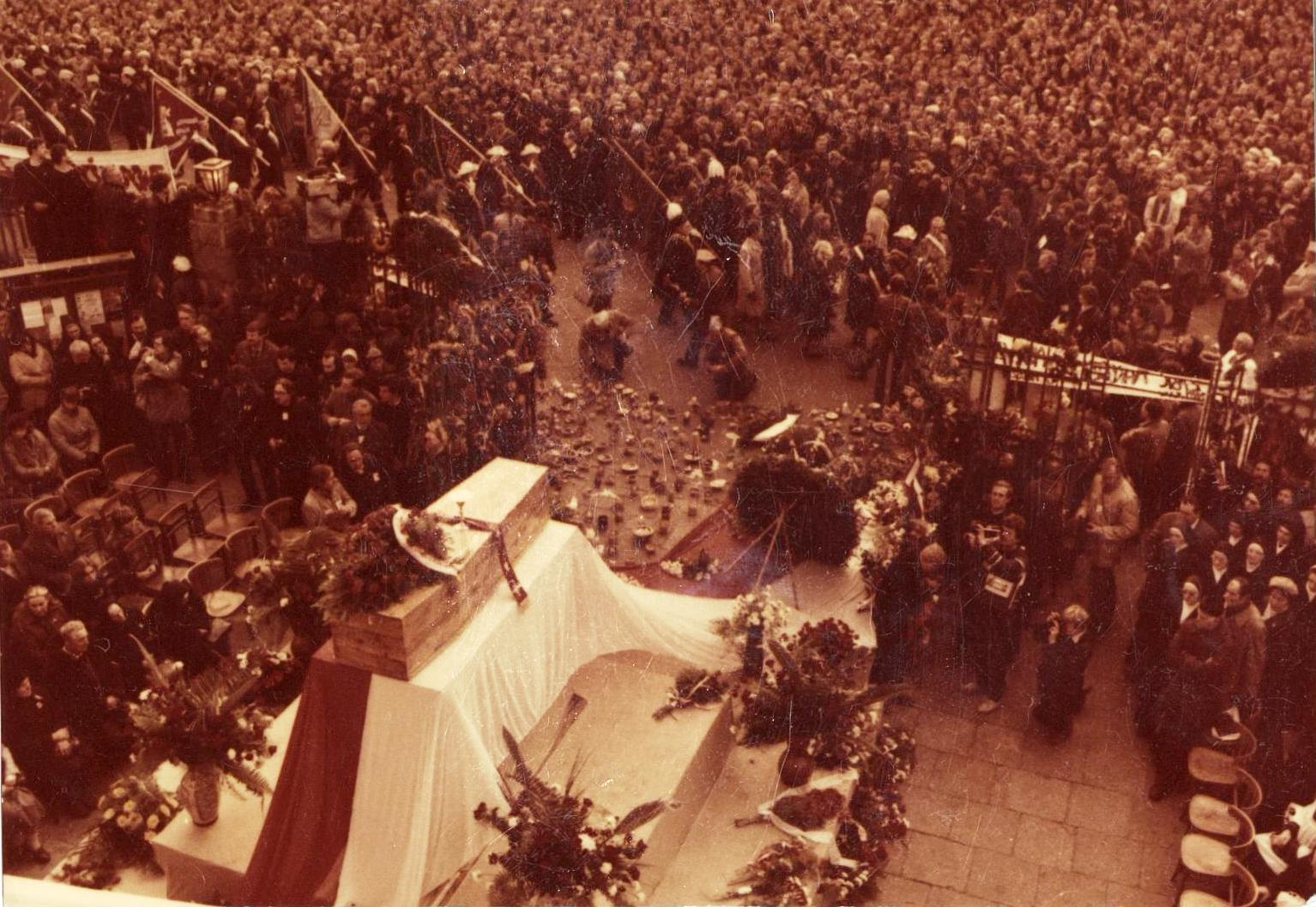
3 novembre : obsèques du père Popieluszko.

- 3 novembre : obsèques du père Popieluszko, devant des centaines de milliers de Polonais[91].
- 18 novembre : disparition mystérieuse d’une journaliste de la télévision suédoise, Cats Falck, et de son amie Lena Gräns[92] ; les corps des deux femmes sont retrouvés le 22 mai 1985. Début de l’affaire Cats Falck.
- 20 novembre-3 décembre : privatisation de British Telecom[93].

- 19 décembre : visite de Mikhaïl Gorbatchev au Royaume-Uni, à la tête d’une délégation du Parlement soviétique. Il rencontre Margaret Thatcher qui déclare « I like Mr. Gorbachev ; we can do business together »[88].
- 23 décembre : attentat contre le train Naples-Milan[94].
- Décembre : la direction du Parti communiste bulgare oblige tous les Turcs à bulgariser leurs noms[95]. Début de la politique de bulgarisation à outrance en Bulgarie dont le but est de faire partir le maximum des 900 000 bulgares d’origine turque, de langue turque et de religion musulmane, auxquels s’ajoutent 300 000 bulgares d’origine mais de religion musulmane (les Pomaks). Le gouvernement communiste de Sofia annonce que « L’État-nation bulgare ne comprend pas d’autres peuples que les Bulgares. ».

## Décès en 1984

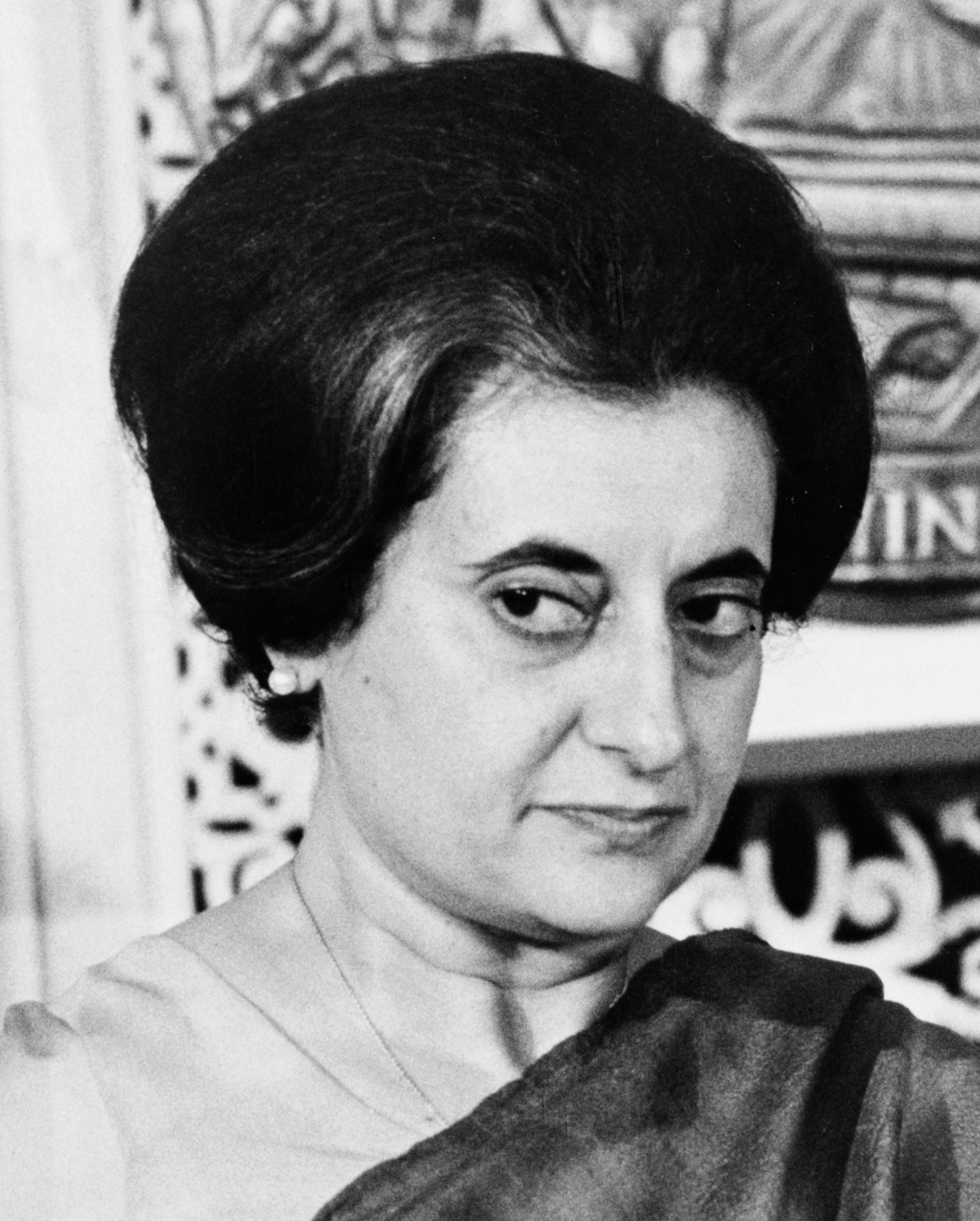
Indira Gandhi.

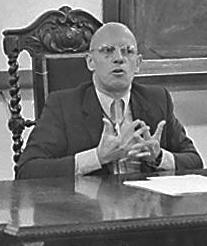
Michel Foucault

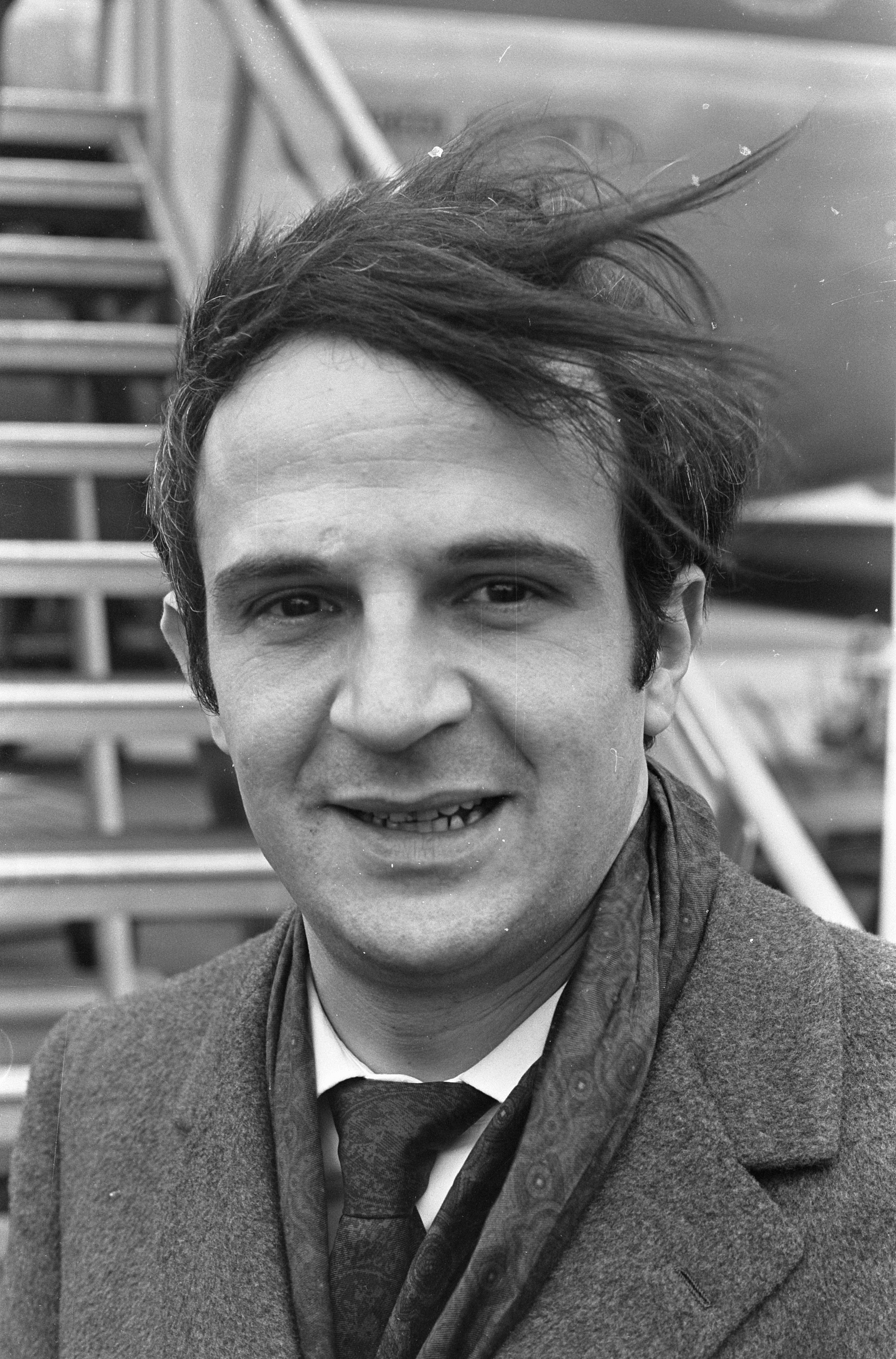
François Truffaut

Personnalités majeures décédées en 1984
- 7 janvier : Alfred Kastler (physicien français)
- 9 février : Iouri Andropov (homme politique soviétique)
- 25 février : Roger Couderc (journaliste sportif français)
- 1er avril : Marvin Gaye (chanteur américain)
- 26 avril : Count Basie (pianiste et chef d’orchestre de jazz américain)
- 22 juin : Joseph Losey (cinéaste américain)
- 25 juin : Michel Foucault (philosophe français)
- 3 juillet : Raoul Salan (militaire français)
- 5 août : Richard Burton (acteur britannique)
- 19 octobre : Henri Michaux (poète et peintre français d’origine belge)
- 20 octobre : Paul Dirac (physicien et mathématicien britannique)
- 21 octobre : François Truffaut (cinéaste français)
- 31 octobre : Indira Gandhi (femme politique indienne, première ministre de l'Inde de 1966 à 1977 puis de 1980 à 1984)